# 西关涌
西关是位于中国广州市荔湾区西关的河涌，全长约5公里，分上西关涌、下西关涌两支。现时因城市发展，已全部改建成暗渠。

## 上西关涌
上西关涌，北源出自陈家祠附近，向西南流经龙津桥（今龙津中路），与发源于长寿路的南源（现长寿西路和康王路交界以北源胜陶瓷玉石工艺街的位置）合会后，经泮塘、荔枝湾汇入珠江。以前亦曾可向南由柳波涌出黄沙沙基涌（西侧）外的白鹅潭。柳波涌在清朝称沙角尾，又称芙蓉涌，芙蓉指屎尿，四乡屎艇由此驶入西关运走肥料。
上西关涌为清朝的永安围、西乐围、带河基、高基一带的围田柜涌（即围内排水河）。堤围沿纸萤冈、猪婆冈、龟峰、浮丘石兴建。
驷马涌（又名洗马或司马）在彩虹桥下游曾有支涌南通陈家祠入上西关涌，为承永安围和西乐围内排水渠水量的人工开挖小涌，但今天已消失于地面，只剩余环彩涌边街东一段河涌。它使两围水量南入上西关涌。

## 下西关涌
下西关涌，上支发源于下九路华林寺南（现起源宝华路大地涌），下游在昌华大街入柳波涌出沙基涌。中游在多宝坊东分为两支，上支东伸至华林寺，下支南入大观河（十八甫西起源），即为西关最繁华之地，清朝名为“八桥之盛”。亦可流向西北，与上西关涌汇合，由荔湾涌流出珠江。下西关涌在明朝万历年间可行船至青云桥（清朝称旱桥）。大观河末端曾建有十四甫码头，作为下西关涌南支大观河的航运终点。
十八个甫（铺）大半沿下支西关涌建立，计由上九甫（上九路）至十八甫。

### 大观河
下支大观河本为基堤后洼地开成，在明朝在曹基北面洼地开成。并东伸出西濠（1473年），连入玉带濠。使濠水西流经西关出柳波涌人珠江。据说这样可以避免珠江风潮之险，并能使西关商业大兴。至1573年，玉带濠改由新城西侧，沿旧西濠南下直入珠江。因大观河弯曲易淤，不利风帆之故。因此，大观河在万历以后，即淤断不通西濠，淤断段即今青云里、淘沙凼、万钟里等地，青云里处还称桥为“旱桥”，意即原青云桥，青云里今改名青丘里。青丘里北与德宁里间即为明朝西濠入大观河的河道，今日淘沙凼街处仍有一弯曲的河道遗址。在明朝当时，只是以人工塞断西濠入大观河一小段，大观河的大部分均保留。明朝的王学曾记称：“复念商贾难于转运，始留大观桥濠未填，仅容小舟。”到清朝后，大观河已淤积至桂兰里（即今瑞兴里）。清嘉庆十五年（1810年），青云桥、淘沙凼、万钟里三条街淤成陆地。大观河尽头在十四铺码头，即今瑞兴里土地庙处。根据同治壬申年的《南海县志》图显示，瑞兴里淤积成陆地，大观河只到缸瓦里（今光雅里，西端是河傍街、河傍路）。至1954年只保留牛乳桥西河道。1958年，时任广州市市长朱光号召全市人民整治西关涌，大观河残余河道被水泥板覆盖成为暗渠。如今在西濠边上，十四甫水脚仍作为街名保存下来。
大觀河上原有的八座橋：
1. 匯源橋，下西關涌上源兩支匯於橋北故名。今恩寧路北，十二甫西側。南下為蓬萊橋。東延至菜園有璇源橋，今仍存街名。璇源橋石額於文化大革命後在街面遷去，原字體秀健。
2. 蓬萊橋，恩寧路南，十二甫西側，逢萊正街口。故名。南下轉為東向入三聖橋。求子觀音廟（水月宮）信眾甚多。
3. 三聖橋，今橋已毀（叢桂路北段處），又名廟前橋（橋前原有蒼梧三界神廟）。涌向東通牛乳橋，四月八神誕最盛。
4. 喜橋，在今橋東西處（大同路東），橋北為觀音大街。廣州人熱衷拜神，大凡有廟的地方都會比較熱鬧。故每逢觀音誕、觀音開庫、生菜會，這一帶便搭起了大大小小的棚屋，賣各種小吃、鮮花香燭及擺番攤賭博、算命解籤，連綿數里，熱鬧非凡。每天清晨芳村花地的花農入城賣花，也是從志喜橋附近的碼頭登岸，每晨過江千人。
5. 永寧橋，又名三板橋。在今和平西路與珠璣路交界處。今天仍留三板橋街名。稱第五橋。南即南漢三角市花田地。
6. 牛乳橋，又名義興橋，大觀河至此轉向北到第十甫。中經大觀橋。皆為西關酒樓中心，大觀橋上有樓，有四大酒家，牛乳橋更多。
7. 大觀橋，又名達觀橋，明涌闊達7丈。明朝改木橋為石橋，為十三甫通十八甫要道，清平路中段，今仍有河傍街地名。清代三拱只餘一拱，只闊1.6丈。故1810年開涌即以此為準。
8. 德興橋，今在文昌路，橋北是遠近聞名的南海西廟（又名洪聖西廟），在今廣州酒家北側。以前廣州有兩座南海神廟，一在黃埔，一在西關，稱為東廟、西廟，均是奉祀南海廣利洪聖大王。後西廟廢圮無存，只剩下黃埔的東廟。1931年，文昌巷和荷溪二約開闢成馬路時，這一帶已是商賈雲屯，市廛鱗列。洪聖西廟沒有留下什麼遺物供後人考證。宋朝詩人楊萬里有一首詩：「大海更在小海東，西廟不如東廟雄。南來若不到東廟，西京未睹建章宮。」由此推測，西廟在宋代經已存在。西廟的規模雖然不及東廟，但一年一度的南海神誕時，這裏的歡騰熱鬧並不比東廟遜色。有前人留下的竹枝詞中寫道，「萬派魚龍舞絳霄，喧闃簫管雜雲韶，愛他洪聖千秋會，賽過波羅第八橋。」